# Méribel
Cet article possède un paronyme, voir Miribel.
Méribel, ou Méribel-les-Allues, est une station de sports d'hiver, datant d'avant la Seconde Guerre mondiale, de la vallée de la Tarentaise, située sur le territoire communal des Allues, dans le département de la Savoie en région Auvergne-Rhône-Alpes.
La commune des Allues compte environ 2 000 habitants permanents et peut atteindre les 20 000 à 30 000 habitants lors de la saison hivernale. En effet, la commune compte par ailleurs la station-village de Méribel-Mottaret. La station se situe au cœur du domaine skiable des 3 Vallées.
La station bénéficie généralement d'une image « haut de gamme » tant dans les médias nationaux et internationaux que dans la littérature plus spécialisée. Après avoir été le théâtre des épreuves de hockey sur glace et de ski alpin féminin lors des Jeux Olympiques d'hiver d'Albertville 1992, Méribel a accueilli, conjointement avec Courchevel, les Championnats du monde de ski alpin 2023.

## Géographie

### Localisation
Perchée à 1 450 mètres d'altitude dans la vallée du Doron des Allues, la station fait partie du domaine skiable des Trois Vallées dont le point culminant est l'aiguille de Péclet (3 561 m).
Le domaine s'étale tout du long de la vallée des Allues d'orientation sud-nord, entre une série de crêtes dont les sommets du versant est sont la Dent de Burgin (Croix du Verdon), la Saulire et l'aiguille du Fruit, qui séparent la vallée de celle où se situe la commune et des stations de Saint-Bon-Courchevel, et pour la partie ouest celles de la Cherferie, de Tougnète, du Mont de la Chambre, du Mont du Borgne, et de l'Aiguille de Péclet. La partie Sud est dominée par le Dôme de Polset (3 530 m.
Le village des Allues se situe dans le sud du département de la Savoie en région Auvergne-Rhône-Alpes, dans la vallée de la Tarentaise, sur les contreforts du massif de la Vanoise. À vol d'oiseau, le village est à 6,1 km au sud-sud-est de Moûtiers, à 30,1 km au sud-sud-est d'Albertville, à 52 km à l'est de Chambéry, chef-lieu du département, ainsi qu'à 138,7 km à l'est de Lyon.

### Accès à la station

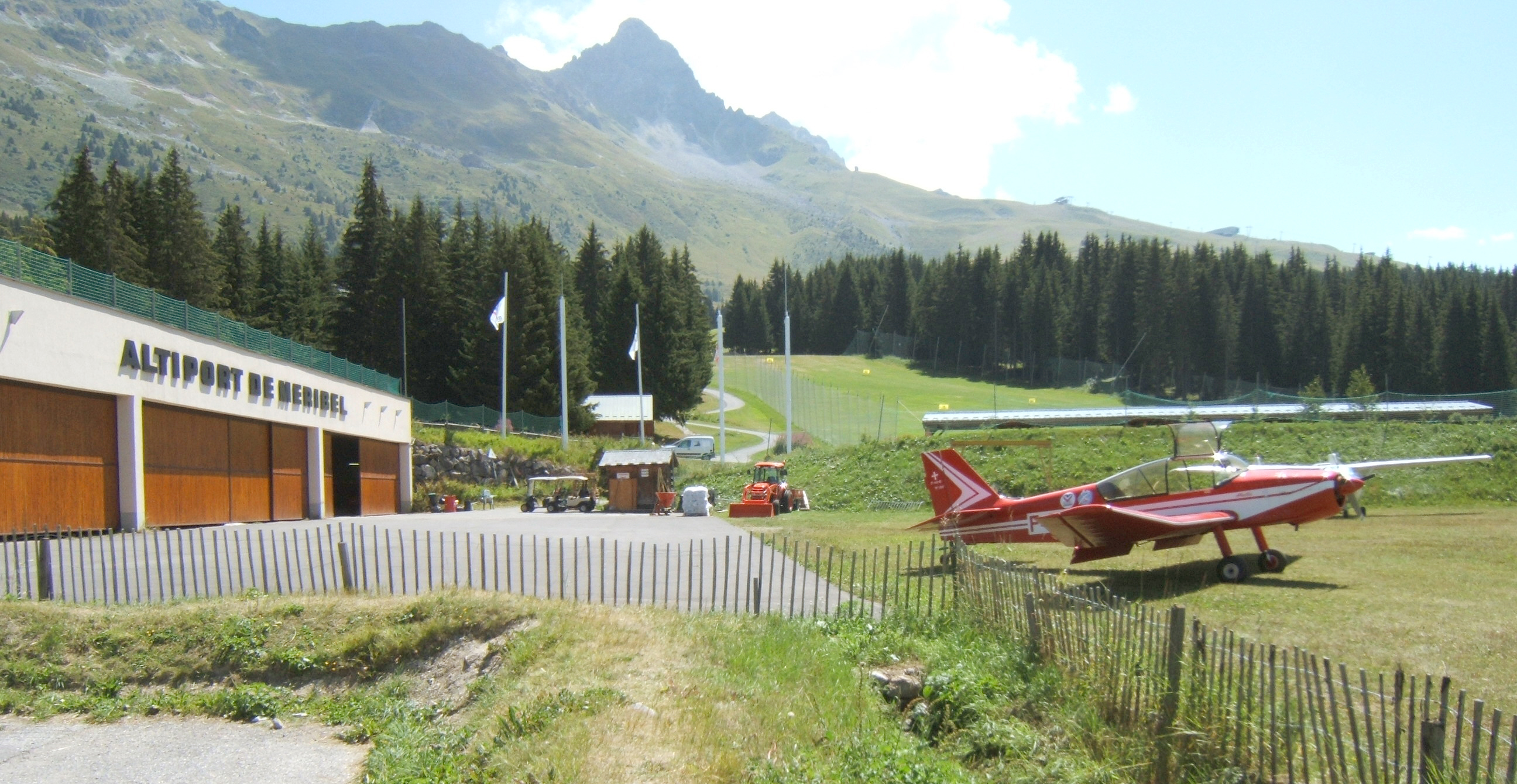
L’altiport Robert Merloz de Méribel.

La station de Méribel est accessible tant par la route, que le rail ou encore par les airs du fait de la présence d'un altiport.
On accède à la station par la route, via une voie express extension de l'A 430, en provenance de la combe de Savoie-Albertville, avec la sortie  41 (Val Thorens, Les Menuires, Bozel, Courchevel, Méribel) se situe au niveau de la ville de Moûtiers. Par ailleurs, le TGV arrive jusqu'en gare de Moûtiers - Salins - Brides-les-Bains (Distance depuis Paris : 600 km, soit 5h30). Le temps de transport vers la station est de 30 minutes.
On peut aussi atterrir dans les aéroports internationaux de Lyon-Saint-Exupéry (environ 185 km - 2h00) et Genève (environ 135 km - 2h00), ainsi que celui de Chambéry-Savoie (environ 95 km - 1h00). La station possède aussi son propre altiport, situé à 1 717 mètres d'altitude.

## Toponymie
Le choix des noms pour les deux villages de Méribel et du Mottaret s'explique par le souci de conserver le nom des deux lieux-dits. L'origine de Méribel vient de sa situation en hauteur. Ce nom désigne un lieu d'où l'on a une belle vue et où l'on peut surveiller les environs, il est l'équivalent du terme d'origine italienne belvédère.

## Histoire

### Naissance de la station
La station de Méribel fut fondée par un Écossais, Peter Lindsay, qui recherchait un nouveau site de loisirs d'hiver afin de délaisser les stations de ski allemandes et autrichiennes, du fait du nazisme grandissant dans ces pays.
En 1936, il visite Les Allues pour la première fois. Il imagine alors comment le site pourrait devenir une station de ski. Il décide d’abord de créer une société foncière dans le but de développer une fortune suffisamment importante pour sa création. En 1938, la première remontée mécanique est mise en place au-dessus du village des Allues. Un an plus tard, il commence la construction des premiers hôtels et chalets au lieu-dit Méribel. Trois années plus tard, les Anglais possèdent déjà 40 ha. La Seconde Guerre mondiale va stopper le développement de la station. Le conflit fini, le chantier redémarre. Lindsay fait appel à des architectes spécialisés, Paul-Jacques Grillo, grand prix de Rome en 1937, avec son associé Christian Durupt et André Detour pour que toutes les constructions soient en harmonie avec le style savoyard. Pour cela, un cahier des charges impose le bois et la pierre de pays pour l'armature principale et l'ardoise de montagne pour les toits en pente.

### Jeux olympiques de 1992
Pour les Jeux olympiques d'hiver de 1992 d'Albertville, la station a été équipée d'une patinoire, construite spécialement pour accueillir les épreuves de hockey sur glace et réaménagée après ces JO afin d'en réduire la capacité d'accueil de près des deux tiers. La station a aussi accueilli la totalité des épreuves de ski alpin féminin sur la piste du Roc de Fer.

### Faits divers
En janvier 2014, la responsabilité de la société exploitante des remontées mécaniques Méribel Alpina est mise en cause concernant le grave accident hors-piste, survenu en décembre 2013, du champion automobile Michael Schumacher. Cette société avait fait l'objet d'une condamnation par la Cour d'appel de Chambéry dans le cadre d'un accident en 2009.
Finalement, le Procureur de la République d'Albertville met hors de cause Méribel Alpina et la station dans l'accident de M. Schumacher, dans les termes suivants, cités par l'AFP le 17 février 2014 : « Aucune infraction n’a été relevée à l’égard de quiconque. L’accident s’est produit en zone hors piste (...) la signalisation, le balisage, le jalonnement et l’information donnée sur les limites de cette piste étaient conformes aux normes françaises en vigueur. ».

## La station

### Promotion et positionnement

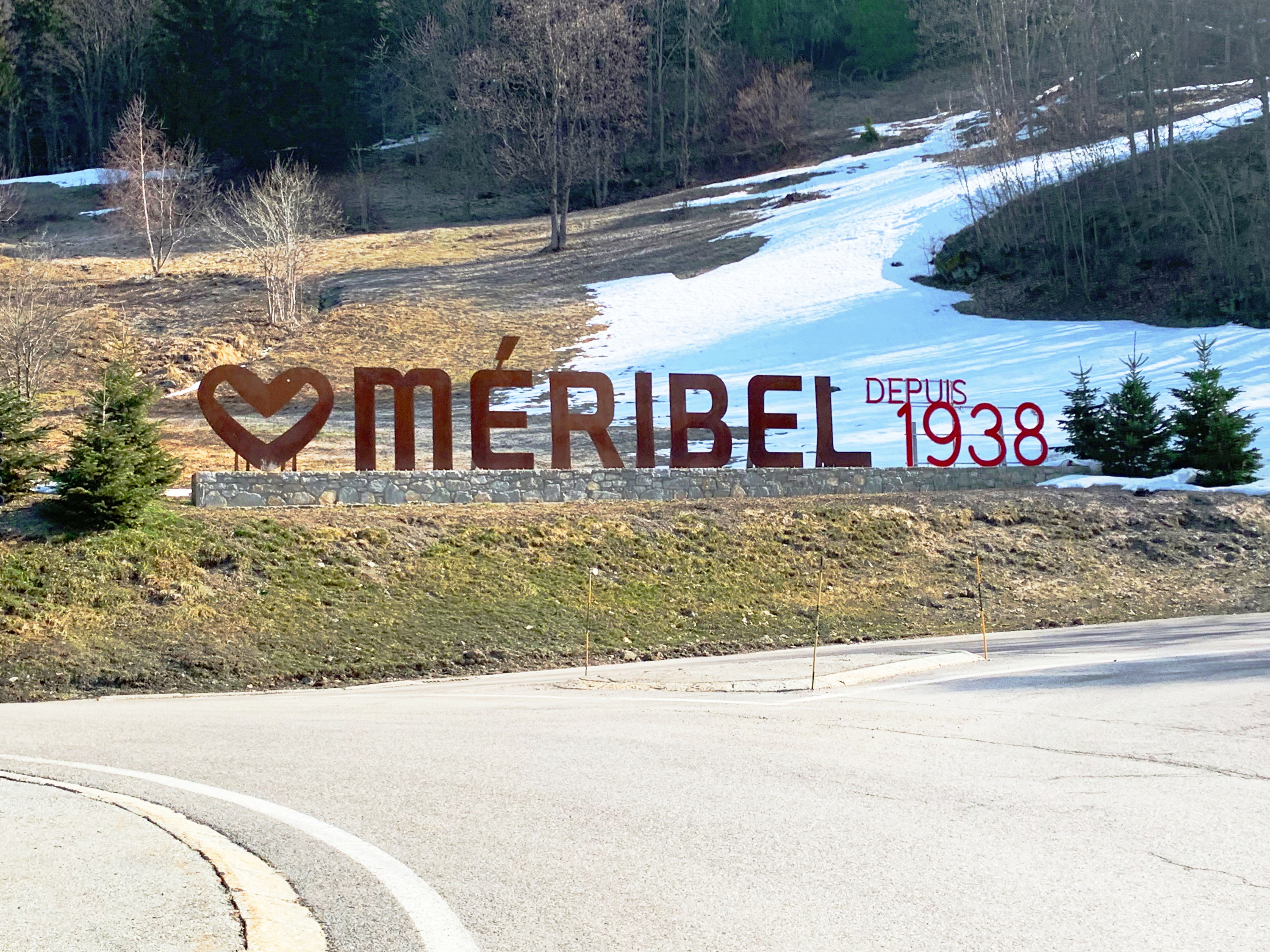
Entrée de Méribel avec la signalétique, indiquant l'année de la fondation de la station savoyarde, installée au bord du rond-point qui fait la jonction entre la route de Méribel avec la route du Plantin.

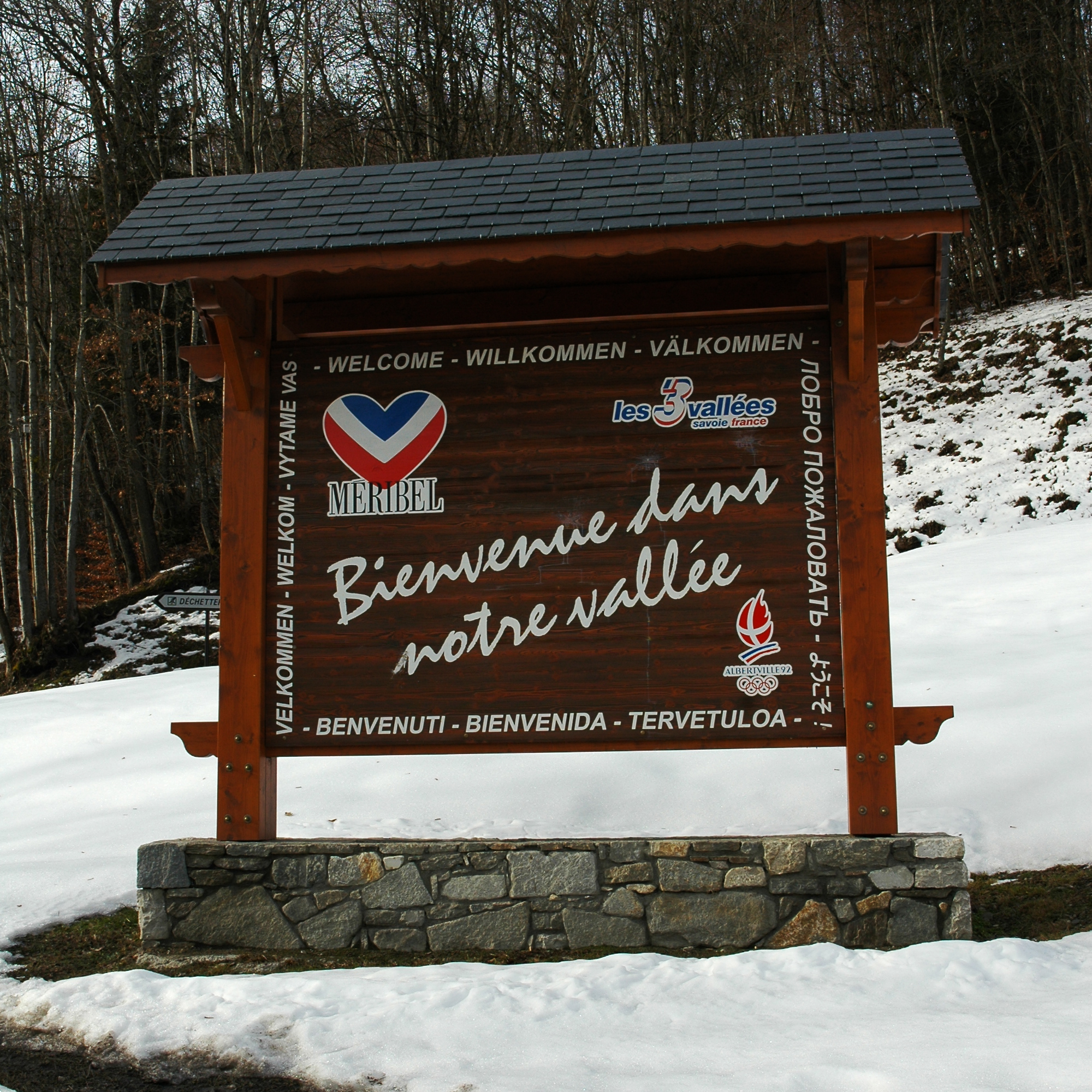
Panneau d'accueil (2007).

Les Allues est une commune touristique en raison de son développement lié aux sports d'hiver. Elle avait été la seule de Savoie à avoir obtenu le label « station classée de tourisme » en 2012. Elle reste l'une des cinq communes savoyardes à obtenir le label à la suite de la réforme de 2013.
La station se positionne comme un lieu « haut de gamme » tout comme sa voisine pré-citée de Courchevel ou encore Val d'Isère. En 2013, une étude du site web TripAdvisor - appelée « TripIndex Ski » - classe la station de Méribel comme l'une des plus chères d'Europe avec une nuitée à 389,23 euros en moyenne, derrière la station de Courchevel (395 euros en moyenne) et la station Saint-Moritz. L'étude publiée en février 2014 et portant sur 27 stations françaises place la station avec un coût journalier 503,54€ en tête des stations les plus chères de France.
La station a obtenu plusieurs labels. Ainsi en 2016, elle est classée « Famille Plus Montagne », « Stations grands domaines » et « Station village ». Elle fait partie également des stations françaises ayant le label Top of the French Alps (TOTFA)
La station de Méribel possède un logotype représentant un cœur tricolore (bleu, blanc, rouge), reprenant le drapeau français, mais selon une organisation du haut vers le bas (et non de gauche à droite). Le nom de la station « Méribel » est écrit en dessous, en noir, en lettres capitale. Le géographe Georges Benko remarque dans l'un de ses articles une ressemblance avec le logo de la station voisine de Courchevel. L'utilisation de ce symbole pourrait indiquer deux choses. La première insister sur la position centrale de la station dans le grand domaine des Trois Vallées. Les plaquettes promotionnelles, ainsi que le site Internet, jouent sur cette localisation par l'intermédiaire du slogan « Cœur des 3 Vallées », généralement repris dans les descriptions de la station dans les différents médias. Le site Internet de la mairie des Allues reprend ce cœur sans les couleurs avec le slogan « à cœur ouvert ».
Au cours de la saison 2007-2008, le logotype évolue. Si le cœur tricolore est maintenu, celui-ci prend du volume dans sa représentation. Il est désormais suivi dans la ligne suivante par le slogan « Cœur des 3 Vallées ». La police de caractère change par la même occasion.
En raison d'une perte de clientèle étrangère, en 2012, l'Office du tourisme souhaite opter pour une nouvelle communication. À la suite d'une décision du conseil municipal, il a été fait mention du maintien de l’ancien logo « auquel Méribel Tourisme pourrait intégrer, s’il le souhaite, le terme de Méribel « Vallée » à celui-ci, pour répondre à la nouvelle stratégie de communication. », toutefois il devra « préserver la notion historique « Cœur des 3 Vallées » qui constitue notre identité ». L'ajout du mot « Vallée » reprend le concept utilisé dans l'appellation Serre-Chevalier Vallée. À l'automne 2013, un nouveau logo apparaît sur les différents documents promotionnels de la station. Si celui-ci garde les références au cœur et son code couleur tricolore, désormais les bandes n'ont plus la même épaisseur. Le bleu est le « M » stylisé de Méribel et le rouge un « V » pour la vallée, le tout suivi de « Méribel Vallée ». Toutefois, celui-ci ne dure que quelques mois avant le retour du logo actuel.
En 2021 la typographie du slogan "Coeur des 3 Vallées" évolue pour s'harmoniser avec ceux des autres stations des 3 Vallées.

### Les villages
La station de Méribel est composée aujourd'hui de plusieurs quartiers apparus à des périodes différentes de l'histoire de la station, et dont le « domaine » s'étale à des altitudes différentes (les altitudes indiquées sont celles du territoire des villages et ne correspondent pas aux altitudes réelles des villages). Depuis la nouvelle campagne promotionnelle de la station à l'automne 2013, s'affirment cinq villages :
- Méribel-Les Allues (1100-2950m)
- Méribel-Village (1400-2950m)
- Méribel-Centre (1500-1700m)
- Méribel-Les Hauts (1600-2950m)
- Méribel-Mottaret (1750-2950m)

#### Méribel-Les Allues
Le noyau urbain des Allues est le chef-lieu communal. Composé de différents hameaux, il est relié aux autres stations-villages ainsi qu'au domaine skiable par le télécabine de l'Olympe qui part de la station thermales de Brides-les-Bains dans la vallée. Ce dernier a été mis en place à l'occasion des Jeux Olympiques d'Albertville en 1992.

#### Méribel-Village

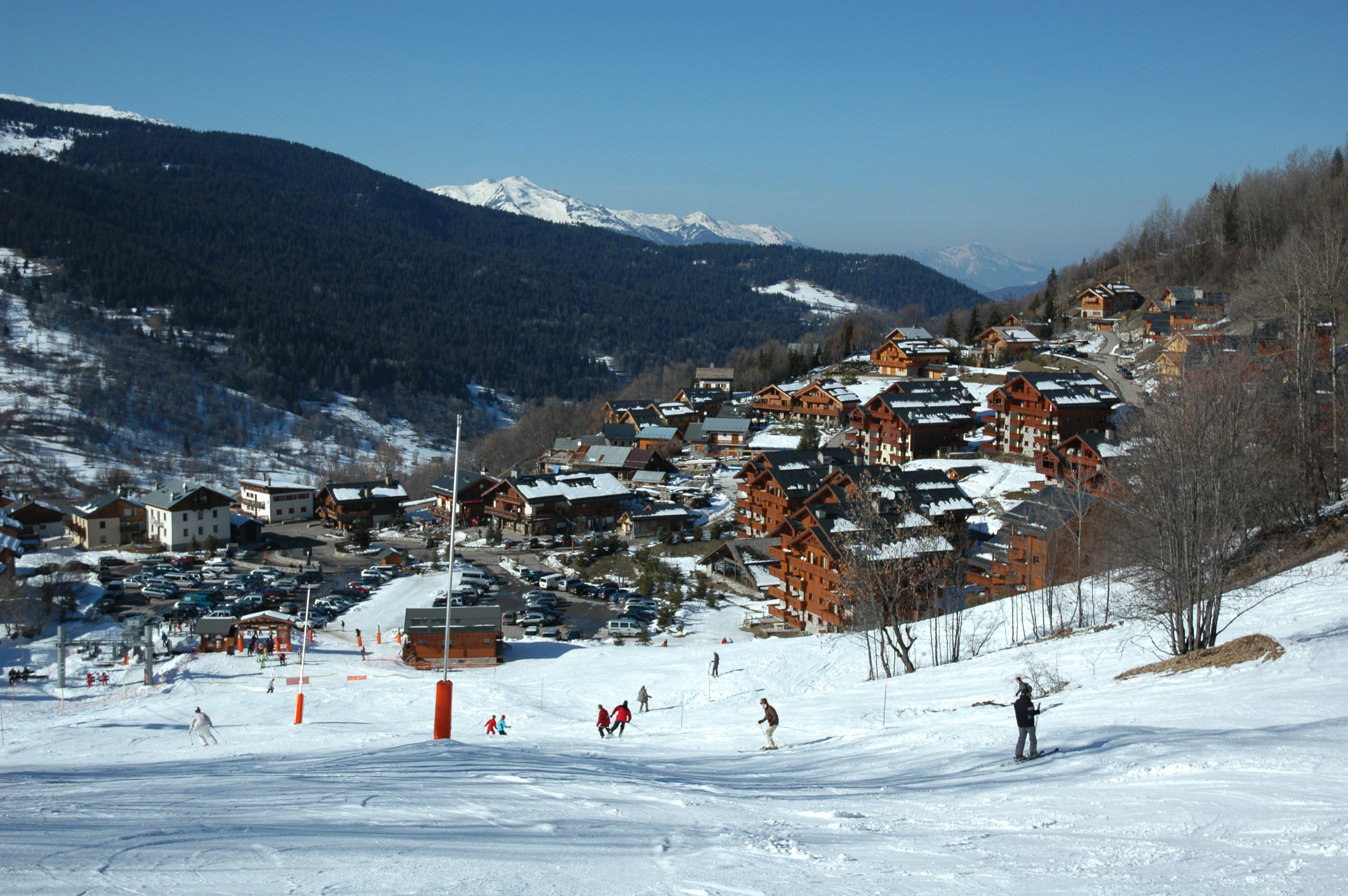
Méribel-Village en hiver, en février 2007.

Méribel-Village est un village d'allure traditionnelle, situé à 1 400 m, sur la route de La Tania. Son développement date de la fin des années 1990 sur un ancien hameau constitué de bergeries.
L'aménagement du nouveau village revient au promoteur local MGM. Il s'agit d'un complexe de 1 200 lits en appartements et mini chalets. On trouve également des commerces et restaurants.
Le village est relié au domaine par l'intermédiaire d'un télésiège débrayable (TSD4 du Golf) mis en service en 2009 pour remplacer un plus ancien datant de 1998.

#### Méribel-Centre

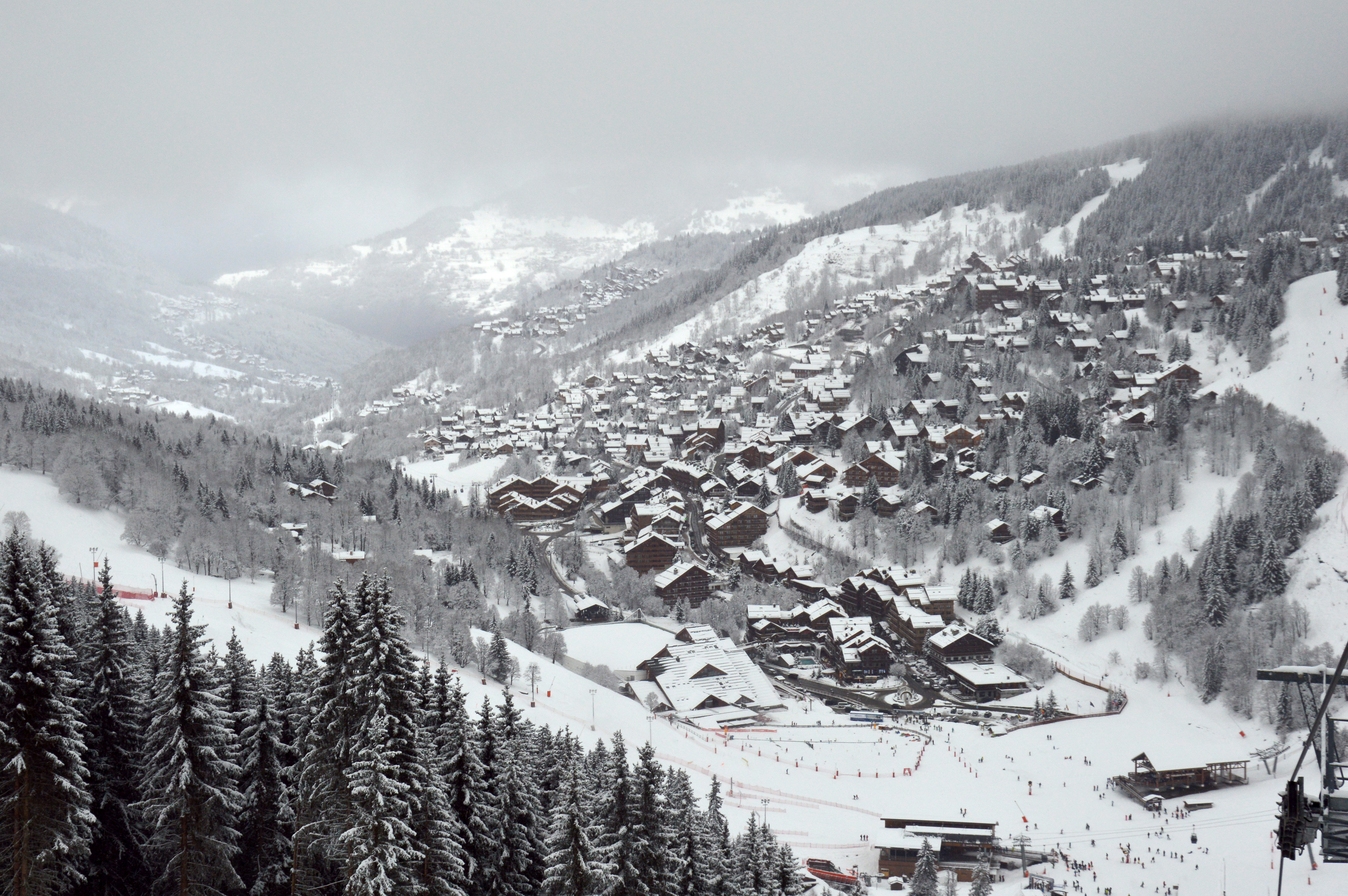
Méribel-Centre en hiver.

Méribel-Centre est le quartier le plus important de la station.

#### Méribel-Les Hauts

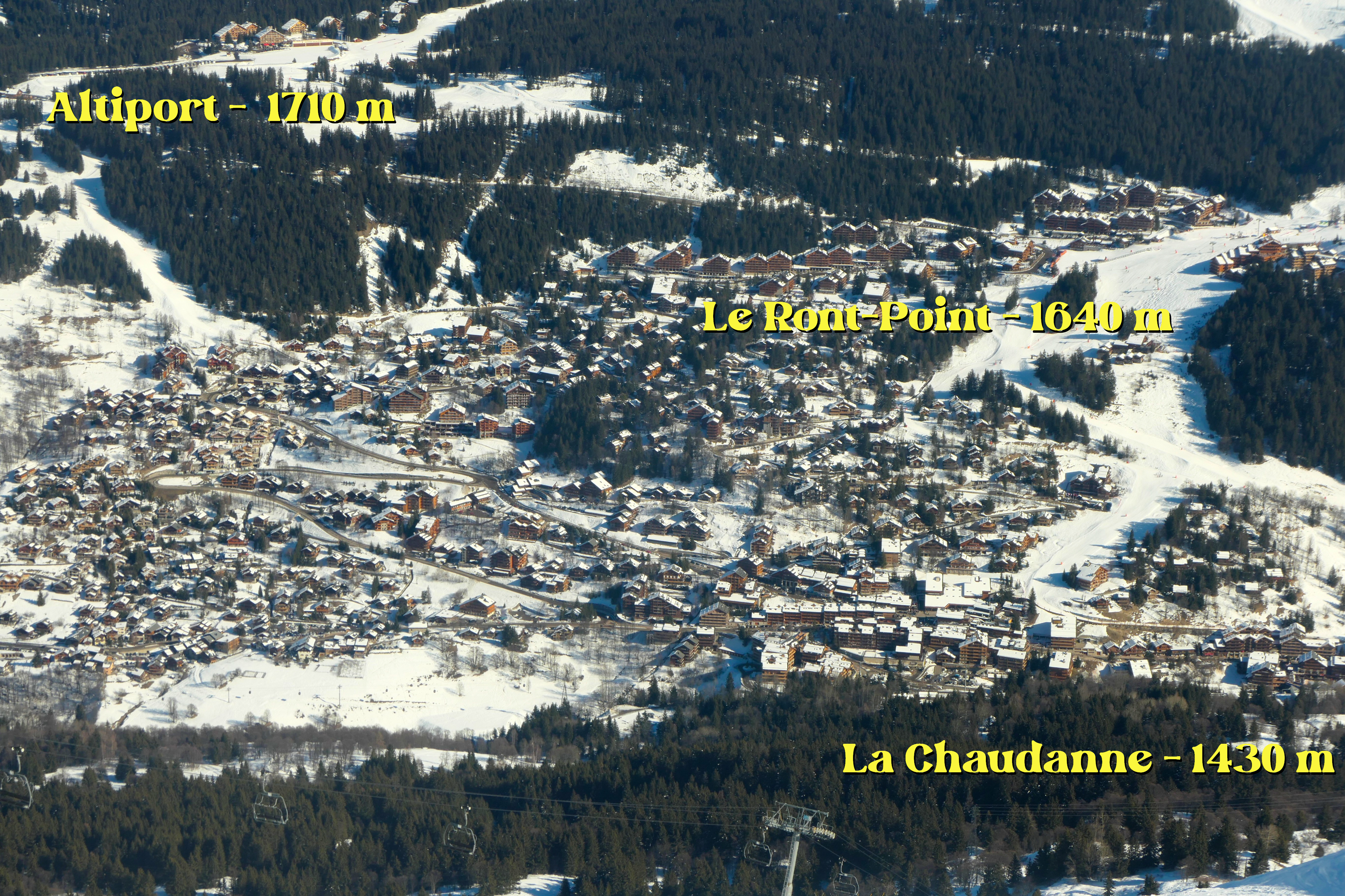
Méribel - quartiers

Le quartier de Méribel-Les Hauts correspond aux anciens hameaux ou quartiers de Méribel Altiport (1 717 m) , où est installé l'altiport de la station, du Belvédère, du Rond-Point des Pistes ainsi que Méribel 1600.

#### Méribel-Mottaret

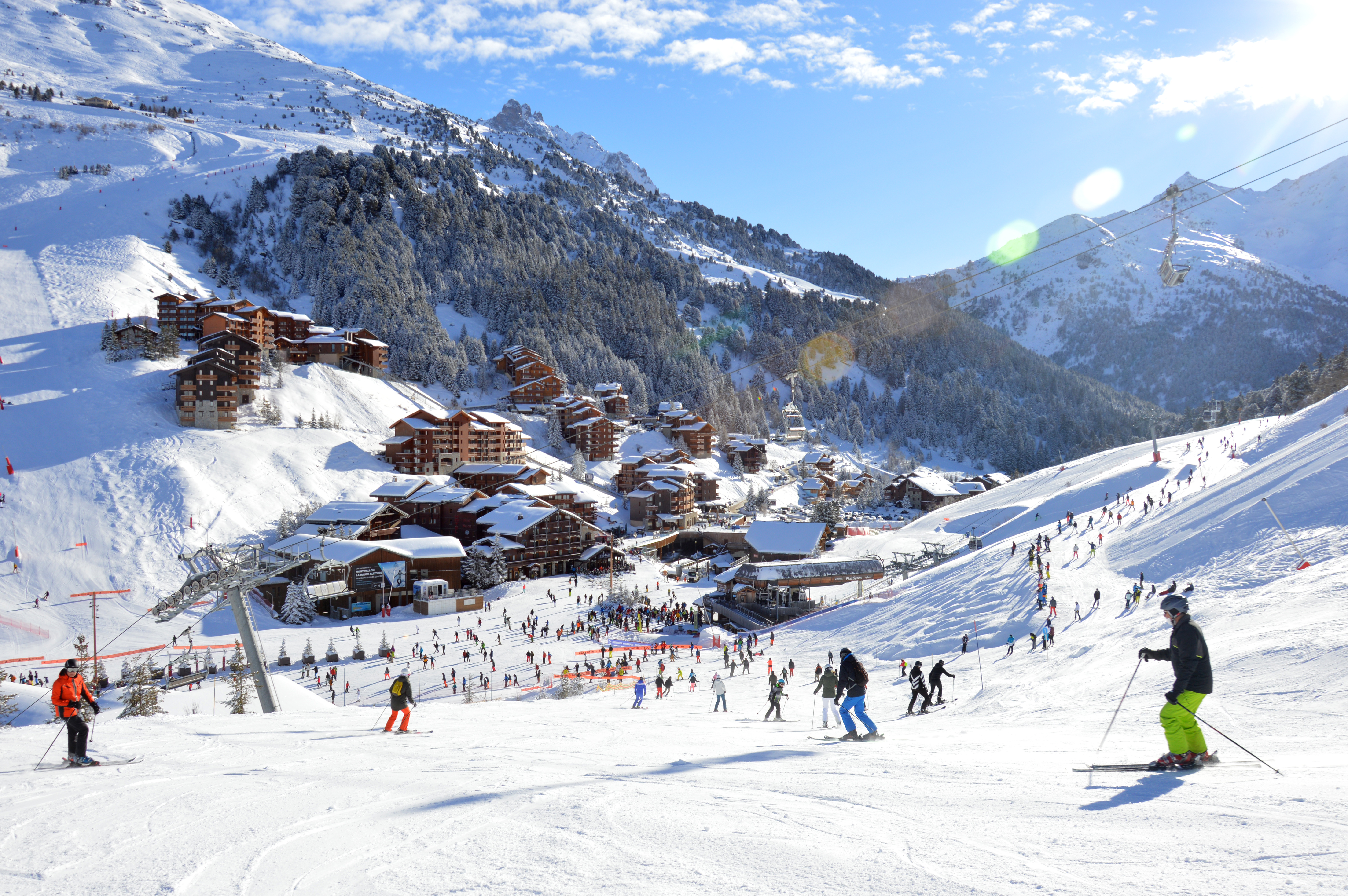
La station de Méribel-Mottaret en hiver, en janvier 2022.

Situé à 1 750 m, le hameau du Mottaret ou désormais Méribel-Mottaret occupe la partie amont de la vallée de Méribel. La station abrite une large majorité de résidences construites ex nihilo à partir de 1972. Les plans ont été réalisés par l'architecte Michel Bezançon. Mottaret privilégie un meilleur et plus rapide accès aux autres stations des Trois Vallées.
Les premiers immeubles à sortir de terre sont le Mont Vallon, le Pas du Lac, le Roc de Tougne et le Grande Rosière, sur le secteur front de neige, pendant l'été 1972. À la fin de la décennie 1970, la station compte une première rangée d'immeubles sur le front de neige, tandis que plus en hauteur de la station quatre premiers immeubles viennent former le secteur du Hameau : L'Arc-en-ciel, le Candide, le Nantchu et le Gébroulaz.
En 1980, Mottaret s'étend en direction du lac de Tueda avec la stabilisation d'un terrain appelé à devenir le secteur du Châtelet, et la construction d'un tunnel routier passant sous l'arrivée des pistes pour le desservir. Son urbanisation débute en juillet 1984 par la construction du départ des télécabines Platières, puis des premiers immeubles résidentiels à proximité, sur le versant. Le terrain stabilisé sur les bords du cours d'eau du Doron ne sera pas construit avant le milieu des années 1990, et l'achèvement du dernier des cinq chalets des Alpages et de deux parkings en 1996.
En 1986 se construisent les immeubles Asphodèles, Gentianes, Tuéda et une nouvelle tranche des Crêts, qui sera desservie par un funiculaire. Le secteur du Hameau se parachève avec la livraison de l'immeuble du Creux de l'Ours.
Un projet dans la décennie 1980 de prolonger Mottaret par une implantation au pied du Mont Vallon n'a jamais abouti et depuis, il n'y a plus d'extension immobilière du domaine afin de limiter l'empreinte écologique des infrastructures.
L'édification de la station est essentiellement due à l'entreprise Botto, à l'origine également des villages récents situés dans les stations de La Plagne, Montchavin ou encore Valmorel.
Les pistes et remontées mécaniques du secteur de Méribel-Mottaret sont gérées, comme celles de sa voisine Courchevel, par la société S3V (Société des Trois Vallées).

### Hébergement et restauration

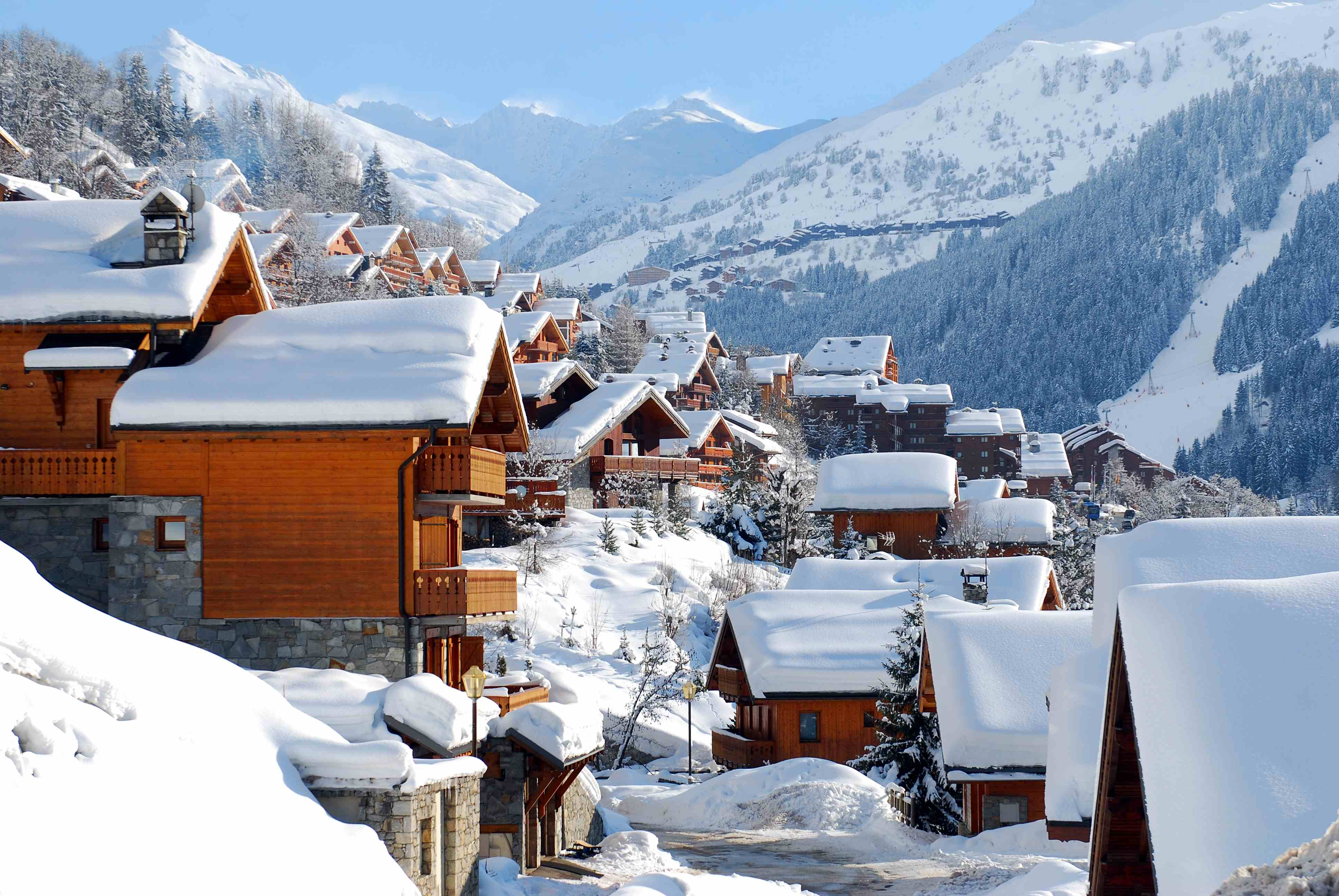
Méribel en janvier 2014.

En 2014, la capacité d'accueil de la station, estimée par l'organisme Savoie Mont Blanc, est de 37 973 lits. Les hébergements se répartissent comme suit : 1 345 meublés  ; 14 résidences de tourisme ; 31 hôtels ;1 établissement d'hôtellerie de plein air ; 6 centres ou centres de vacances ; 5 refuges ou gîtes d'étape ; une chambre d'hôtes.
En 2012, le site de la commune revendique pour l'ensemble des villages de la vallée des Allues une capacité d'accueil de 37 000 lits touristiques, ainsi que 22 hôtels toutes catégories.
Lors du palmarès de 2016, la table de L'Ekrin se trouve dans le palmarès du guide Michelin, avec une étoile et celle de Le Cèpe obtient un Bib Gourmand.

## Domaine skiable et gestion

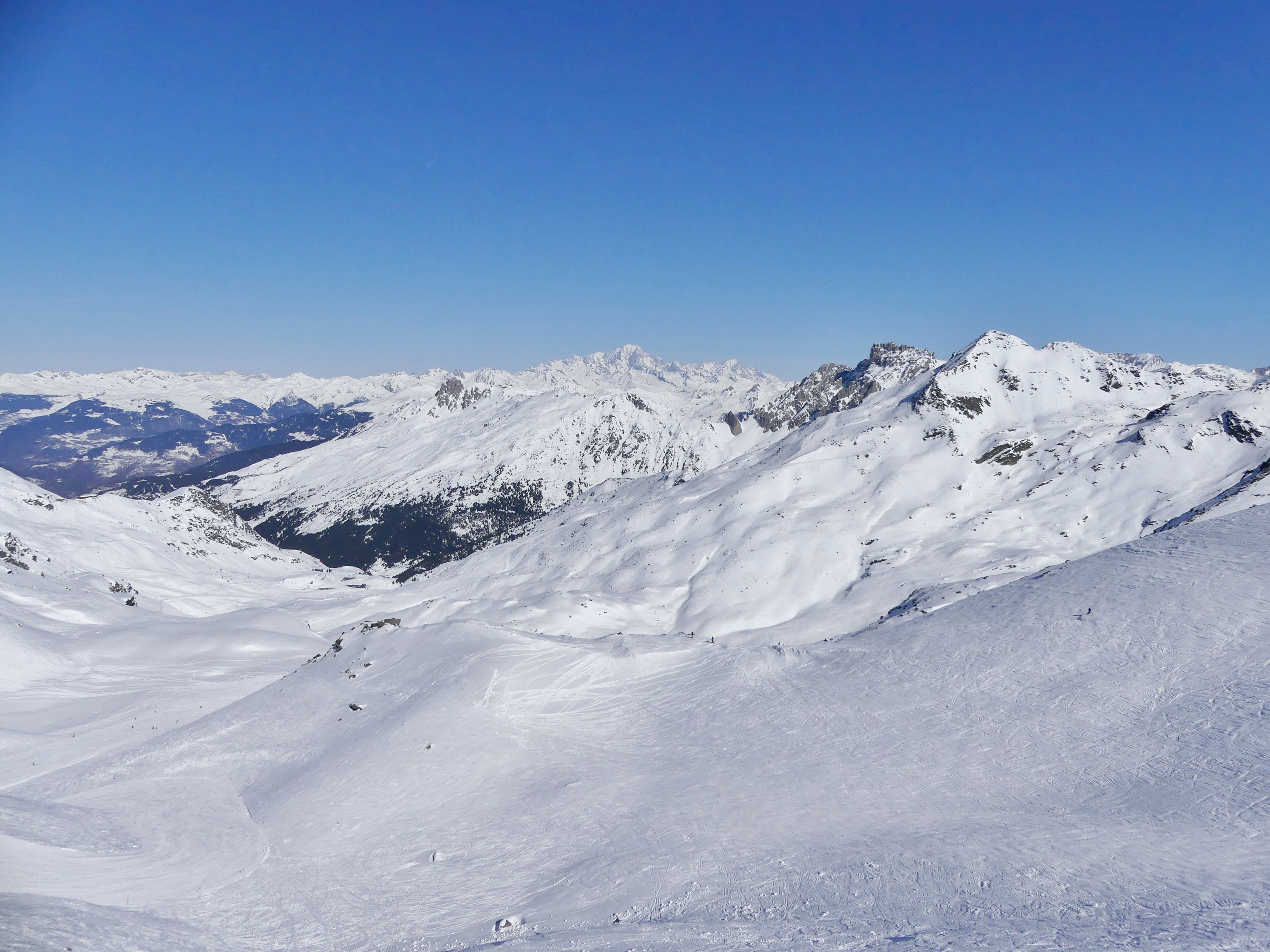
Domaine skiable de Méribel en hiver, vu de la station voisine de Val Thorens.

### Domaine skiable
Méribel fait partie du domaine des 3 Vallées (avec Courchevel, Val Thorens, Les Menuires et La Tania), considéré comme un des plus grands domaines skiables du monde avec ses 600 km de pistes entièrement reliées par des remontées mécaniques, revendiqué par les acteurs du domaine.
Le domaine skiable de la station s'étend sur 1 400 mètres, de Méribel Village, départ du télésiège du Golf à 2 952 mètres au sommet du mont Vallon, accessible par une télécabine.
Le domaine skiable de Méribel, ainsi que les pistes et remontées sont gérées par Méribel Alpina (structure fondée en 1955). Depuis 1994, elle était possédée à 36 % par la Compagnie des Alpes (100 % depuis le 11 décembre 2000). Elle était cotée en bourse, sur le second marché, depuis 1995 mais en 2000 elle sort après que la Compagnie des Alpes la rachète entièrement,. Le secteur de Méribel-Mottaret est quant à lui géré par une société anonyme d'économie mixte, la Société des Trois Vallées (S3V), créée en 1946, par le Conseil général de la Savoie,, devenue société commerciale à capitaux publics majoritaires depuis l'an 2000. Les deux sociétés cumulent 400 employés dont les trois quarts sont des employés saisonniers.

### Remontées mécaniques

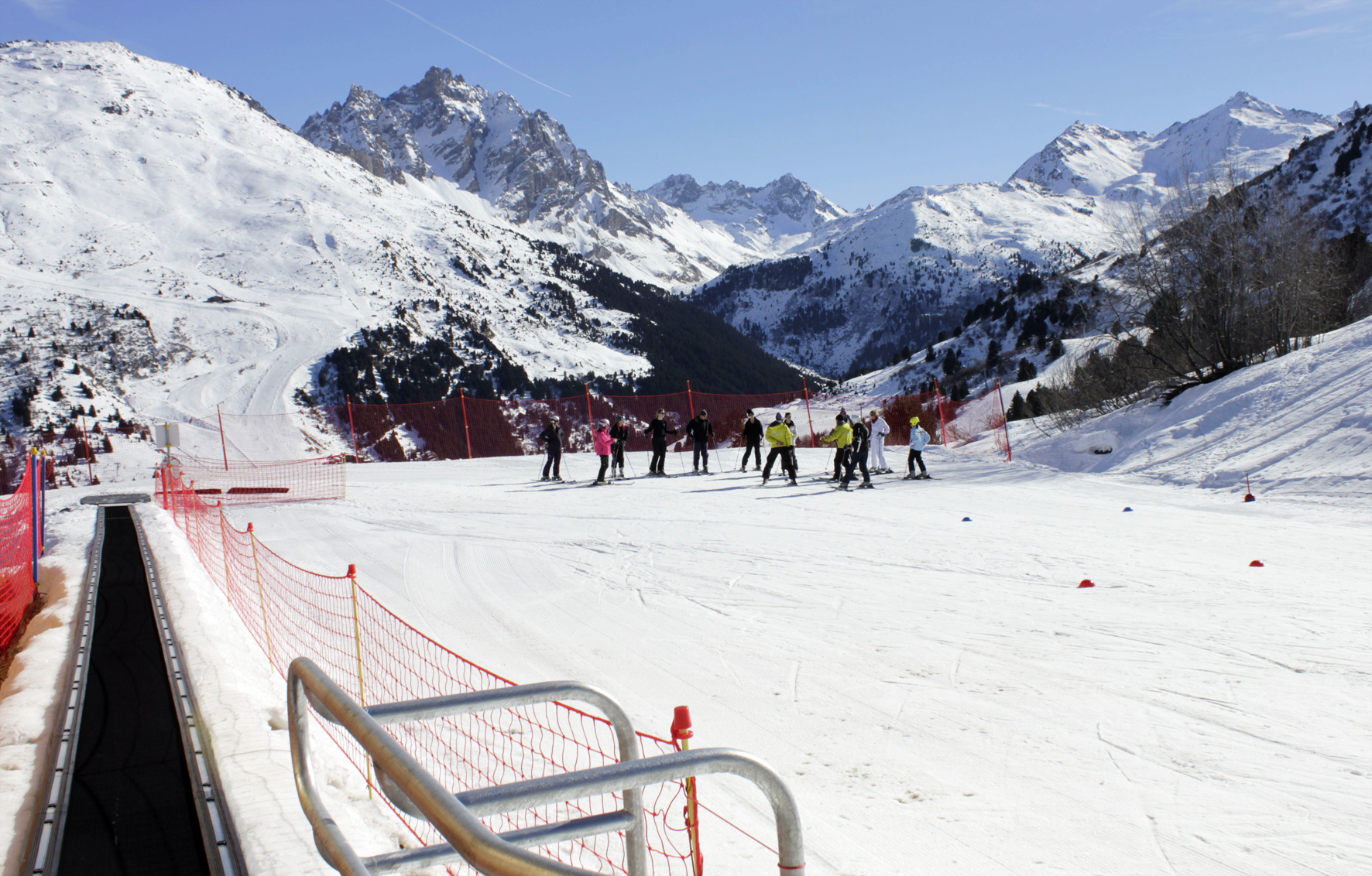
Tapis roulant Funbelt pour skieurs

À Méribel se trouve un télésiège huit places. Il s'agit de l'Altiport, le premier télésiège débrayable 8 places de France qui fut construit en l'an 2000 en même temps que celui de Flaine.

## Sport et compétitions

### Sports d'hiver

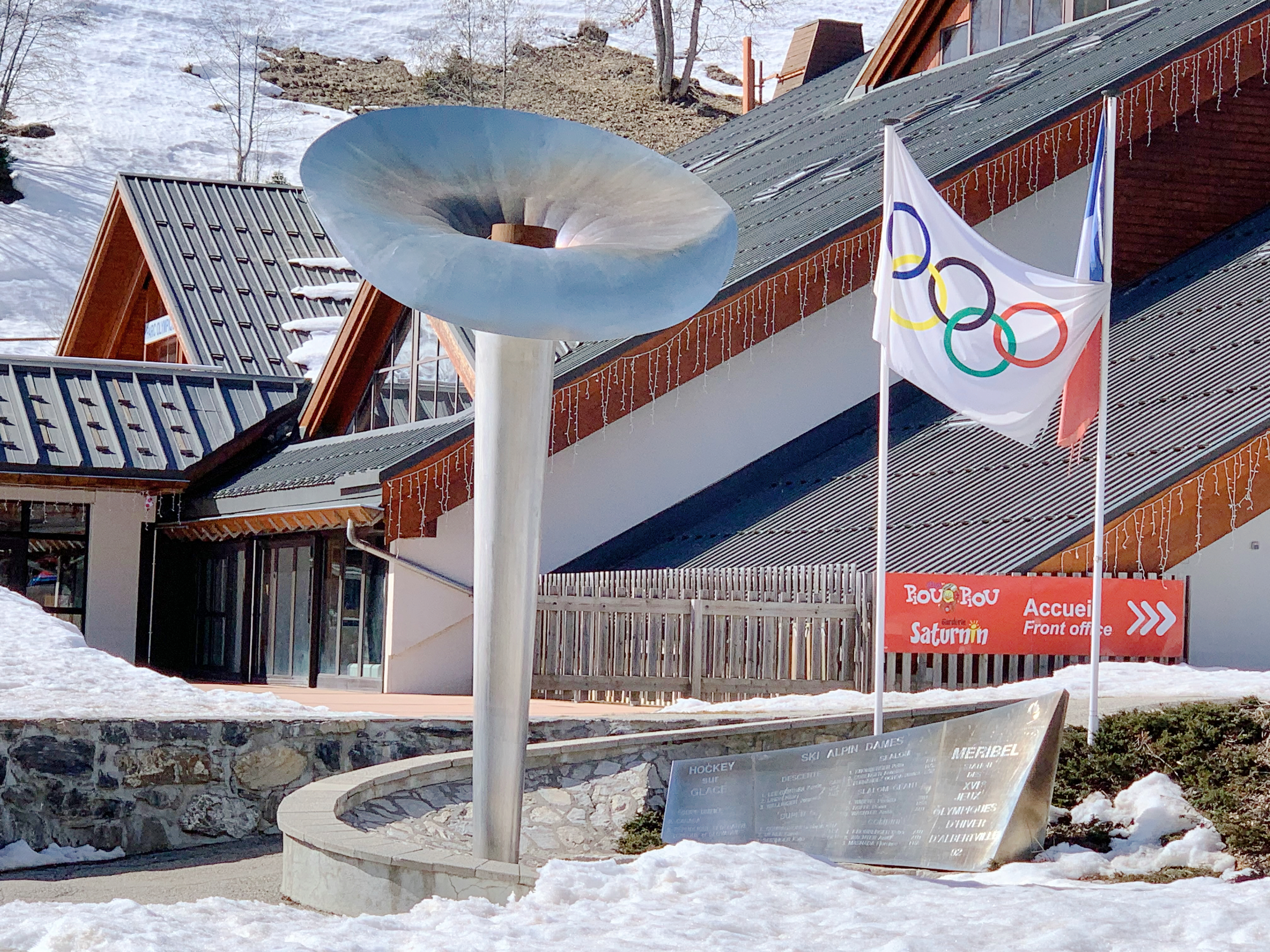
La vasque de Méribel des JO d'Albertville.

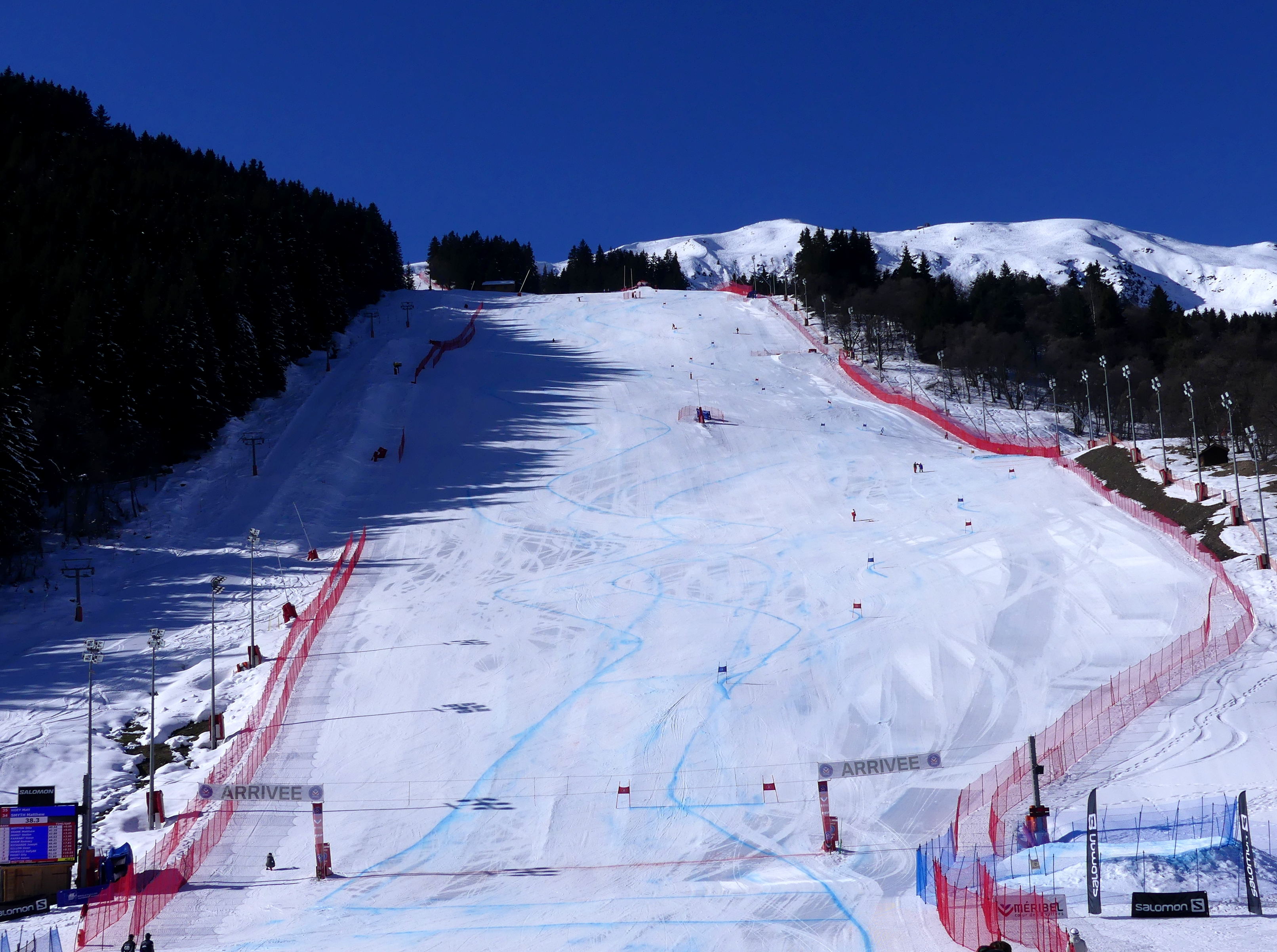
Arrivée de la piste Roc de Fer.

Méribel a accueilli les épreuves de ski alpin féminin ainsi que tous les matchs de hockey sur glace durant les 16e Jeux olympiques d'hiver d'Albertville en 1992 du 8 au 23 février. Elle est la seule station où se sont déroulés des épreuves olympiques tout au long de ces 15 jours. Les épreuves féminines de ski alpin se sont déroulées sur la piste du Roc de Fer. Les matchs de hockey sur glace se sont déroulés sur la patinoire olympique construite pour cette occasion,.
Durant les championnats du monde de ski alpin à Val d'Isère en 2009, la station de Méribel a annoncé sa candidature à l'organisation de la finale de la coupe du monde de ski alpin 2012-2013. Finalement, le 14 juin 2009, l'organisation de ces championnats du monde de ski alpin a été attribuée à la station Suisse de Lenzerheide. La station a donc à nouveau posé sa candidature en 2011 pour les finales de 2015, qu'elle organisera sur la Face du Roc de Fer.
En 2013, la station décroche l'organisation d'une étape de la Coupe du monde de ski alpin dames (23-24 février 2013), ainsi qu'une étape de la Coupe du monde de bosses.
Entre le 6 et le 19 février 2023, Méribel accueillera avec Courchevel les Mondiaux 2023 sur la piste du Roc de Fer. Méribel accueillera l'ensemble des épreuves féminines ainsi que les épreuves de slalom parallèle.
La station a accueilli quelques champions originaires de la commune ou licenciés dans son club :
- Madeleine Front, Georges Mauduit en ski alpin ;
- Julie Pomagalski en snowboard alpin ;
- Aurélie Santon en ski alpin ;
- les frères Lau (Chris, Phil et Sven) en télémark ;
- Ludovic Strohl en snowboard ;
- Sacha Theocharis en Ski de bosses ;
- Jeremy Prevost, en Ski Freeride

### Autres sports
Le golf de Méribel est un parcours de 18 trous avec un practice. Il est situé à Méribel en contrebas de l'Altiport. Le parcours est entouré de pistes de VTT, enduro et descente, accessibles en été.
Méribel Mottaret accueille le Méribel Trail tous les 2es weekends d'Août. Avec les distances 35 km pour 3000m+, 25 km pour 2000m+, 10 km avec 900m+, 5 km 300m+, 2 km pour les enfants. Il s'agît d'un parcours très technique avec un départ à 1650m et des passages entre 2500 et 2900m dans des endroits très techniques.
En 1973, Méribel-les-Allues est le cadre de l'arrivée de la 7e étape du Tour de France. Le lendemain, la 8e étape repart depuis la ville de Moûtiers.
En 2013, les pentes de la station accueille une étape de la Coupe du Monde UCI Trial, les Finales de Coupe de France de VTT ainsi que la Coupe du monde de VTT trial. En 2014, la station accueille de nouveau les finales de la Coupe du monde de VTT trial du 21 au 24 août (descente, cross country, trial).
En 2016, la station accueille l'arrivée de la 2e étape du critérium du Dauphiné. Thibaut Pinot, échappé avec Romain Bardet depuis l'ascension du col de la Madeleine, s'impose au sprint devant son compagnon d'échappée.
En 2018, la station est le cadre de l'arrivée de la 7e étape du Tour de l'Avenir, une étape exceptionnellement courte (35 km) remportée par le colombien Ivan Sosa, juste devant Brandon McNulty et Tadej Pogačar, le slovène prenant le maillot jaune au passage.
Le 23 août 2019, le Col de la Loze est le théâtre de l'arrivée de la 8e étape du Tour de l'Avenir 2019. Les sept dernières kilomètres s'effectuent sur une voie verte qui relie Méribel et Courchevel. Uniquement dédiée aux cyclistes, cette voie est inaugurée en 2018. L'Australien Alexander Evans remporte l'étape sur les hauteurs de Méribel devant Michel Ries et le Français Clément Champoussin.
En le 16 septembre 2020, Méribel accueille l'arrivée de la 17e étape du Tour de France au col de la Loze. Christian Prudhomme, directeur général du Tour de France explique en mai 2020 que « le col de la Loze est une ascension unique, d’un type nouveau, avec des ruptures de pente hallucinantes. Il n’a pas d’équivalent. ». Située à 2304 mètres d'altitude, le Col de la Loze est le toit du Tour de France 2020. À cette occasion, il reçoit la visite du chef de l'État Emmanuel Macron. Miguel Angel Lopez remporte l'étape devant les deux favoris Primoz Roglic et Tadej Pogacar.
Le 17 septembre 2020, la 18e étape du Tour de France 2020 est lancée depuis le tarmac l'Altiport de Méribel pour rejoindre La Roche-sur-Foron. Méribel est la seule ville étape à accueillir une arrivée et un départ en 2020.
La station est située sur l'itinéraire de la 17e étape du Tour de France 2023.
À Méribel, en plus des sports d'hiver et du cyclisme, on peut également pratiquer les sports suivants : l'aviation, le bowling, l'escalade, le karting sur glace, le parapente ou la randonnée.

## Activités culturelles
La station de ski de Méribel propose différentes activités culturelles. En plus des traditionnels cinémas, cette station fait partie des « Chemins du Baroque » qui est une action culturelle internationale rassemblant 80 édifices baroques en accès libre ou guidé. Des concerts classiques sont régulièrement donnés dans l'église des Allues.

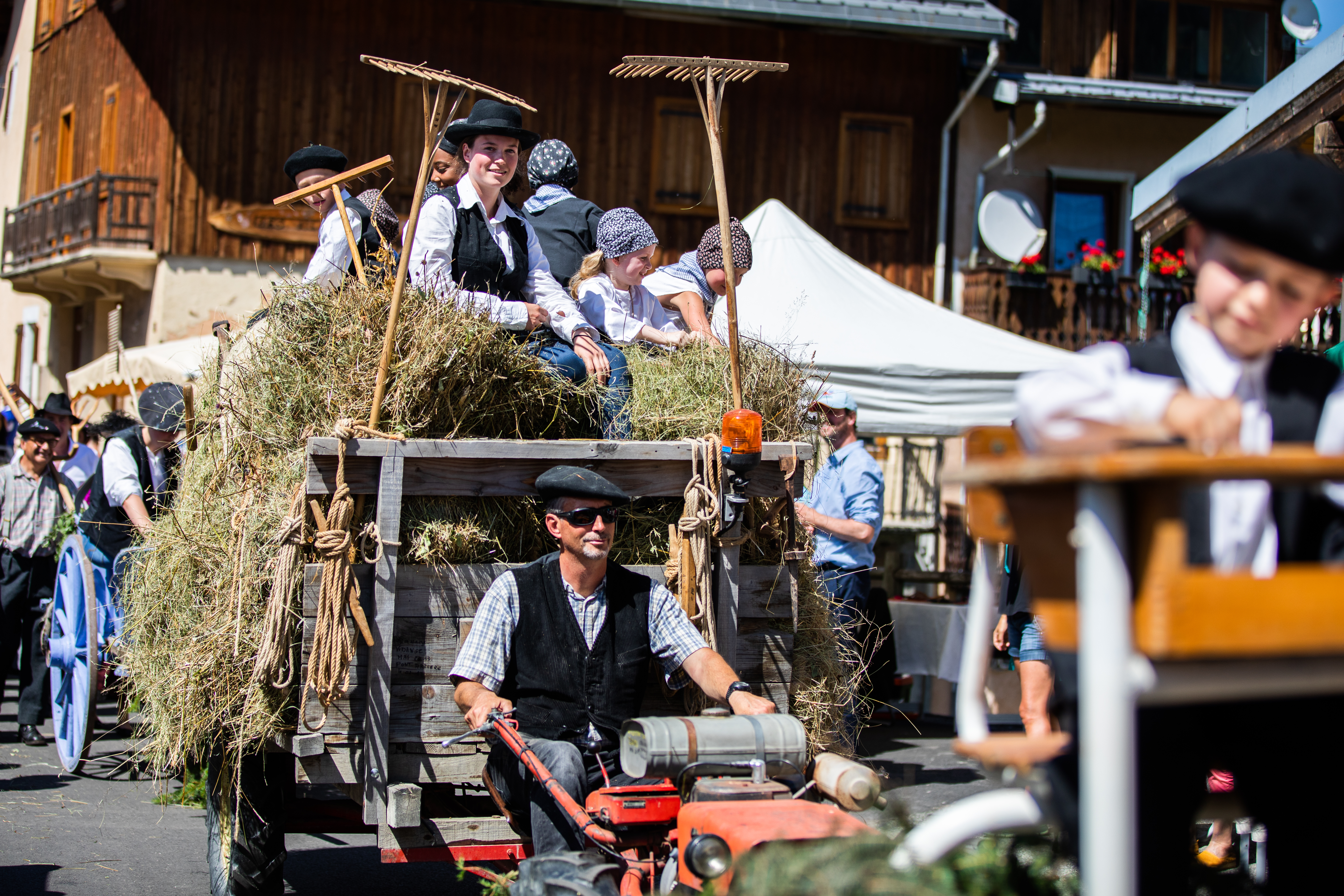
Défilé de chars lors de la "Fête à Fanfoué" le 04 08 2019.

Chaque année, en août, se déroule la "Fête à Fanfoué", fête traditionnelle autour du patrimoine et de la culture savoyarde.

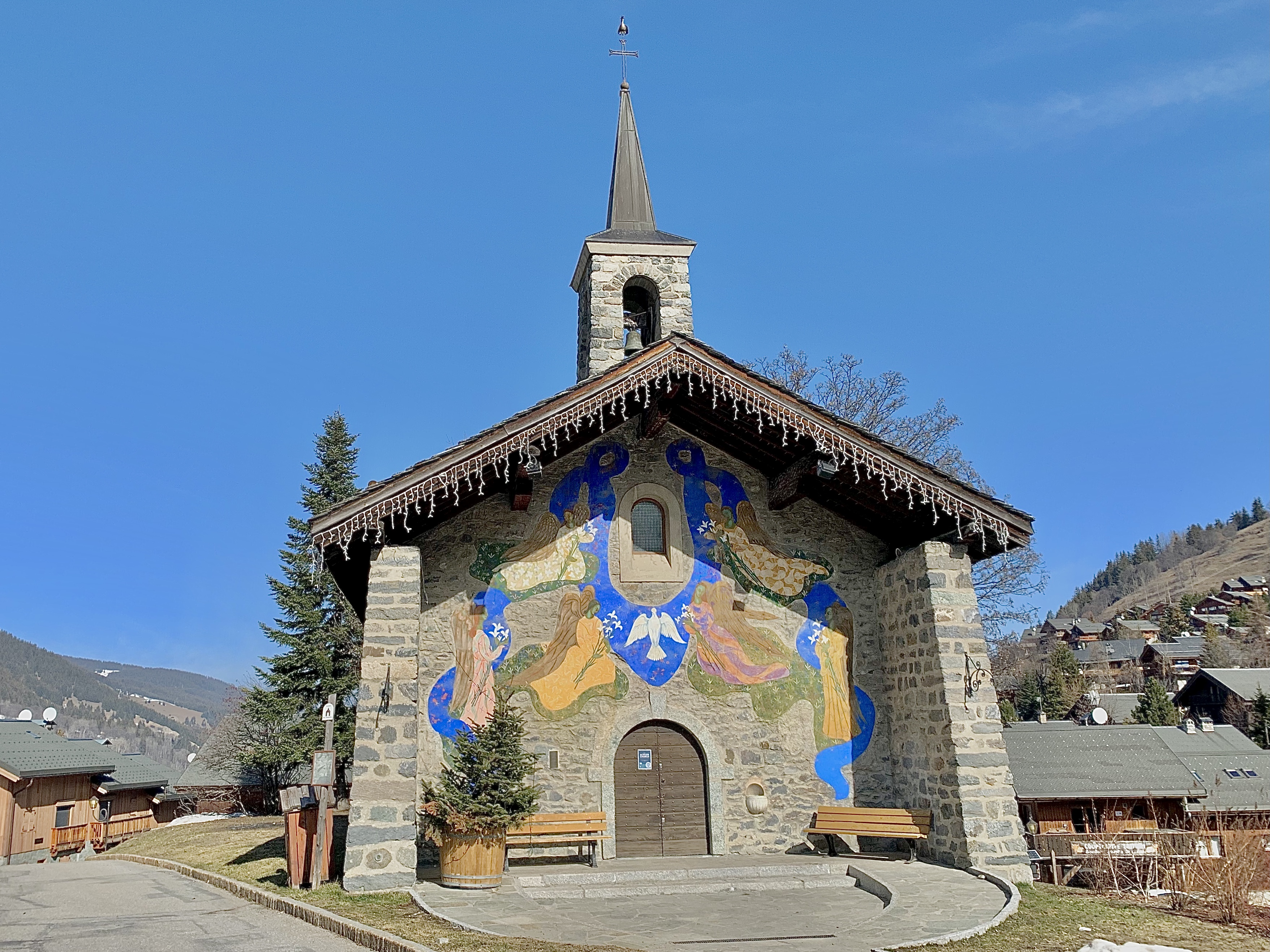
Chapelle de Mussillon Notre Dame des Neiges à Méribel-Centre.
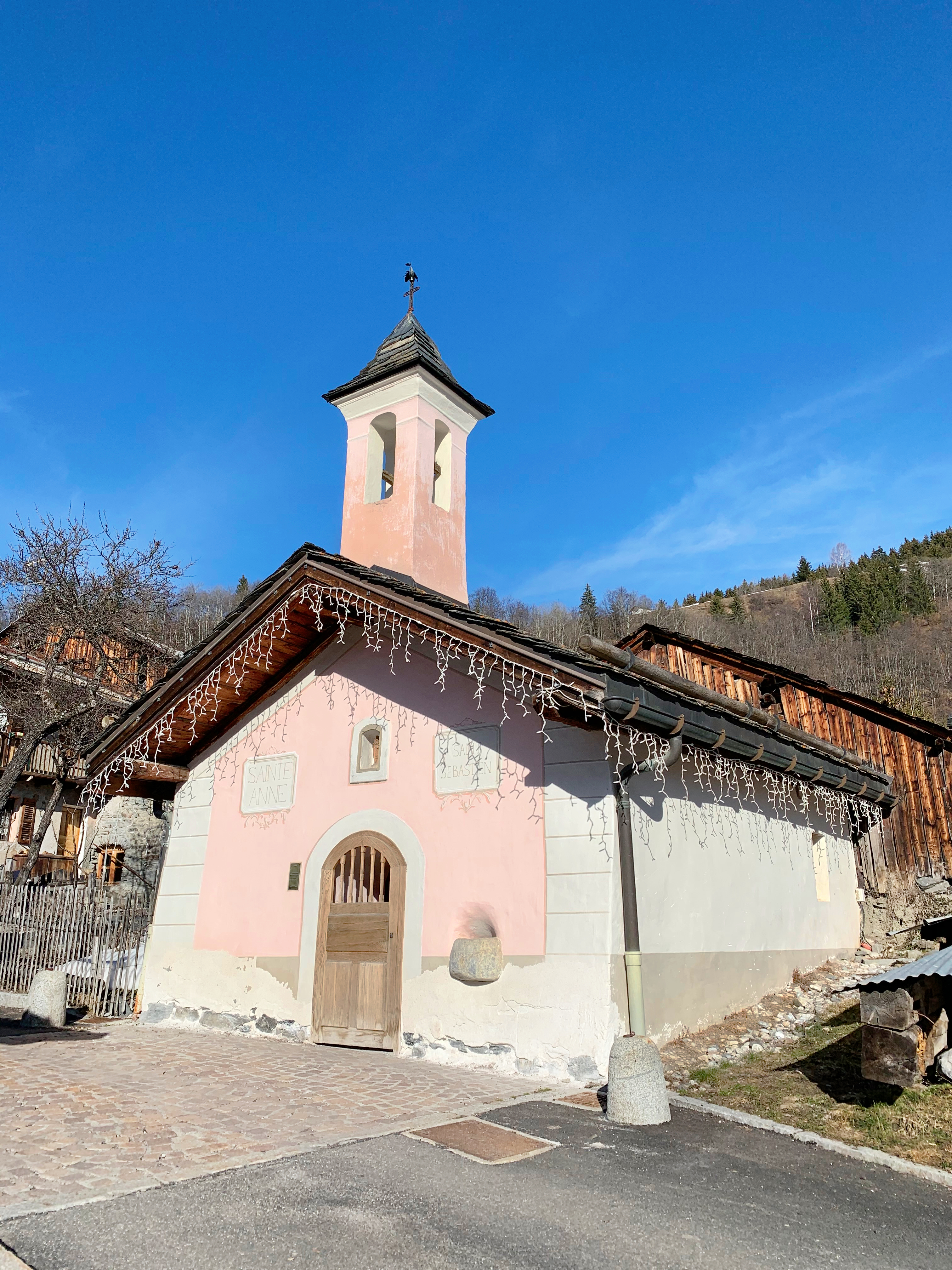
Chapelle Sainte-Anne et Saint-Sébastien de Méribel-Village.